# Guatusos
Els guatusos o malekus són una ètnia ameríndia de Costa Rica. El seu idioma és conegut com a maleku jaíka, parlat pel 70% de la població autòctona. Se situen en les planes del nord del país, específicament als cantons de Guatuso i San Carlos, província d'Alajuela. Es troben distribuïts en tres comunitats principals: Palenque Margarita, Palenque Tonjibe i El Sol.

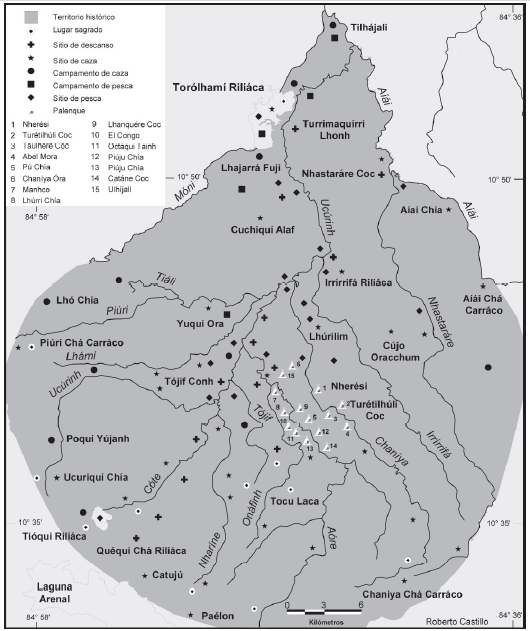
Territori tradicional guatuso

Els guatusos conserven els seus trets físics i culturals. És un dels grups indígenes més petits del país, conformat per poc més de 1.000 persones. No obstant això, els estrangers han entrat en la comunitat, a causa de la seva extrema proximitat a centres poblats no indígenes.

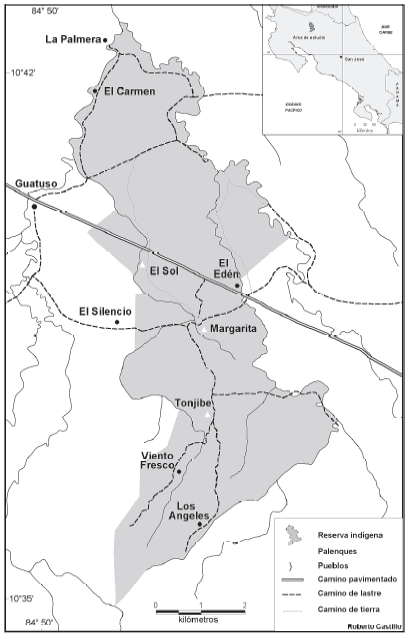
Territori guatuso actual

Abans de la colonització espanyola, el seu territori s'estenia cap al nord fins al volcà Rincón de la Vieja, i va incloure al llac Cote i al riu Celeste a l'oest i al volcà Arenal al sud com a llocs sagrats.

## Territori
Al segle xix, el territori històric dels maleku s'estenia uns 1.100 km² principalment al voltant de la conca del riu Frío, una zona rica en diversitat ambiental i riquesa biològica. Aquesta regió, que constitueix el 6,6% del territori nacional, compta amb el 5% de tota la biodiversitat del país, i el 45,6% de totes les espècies de mamífers, rèptils, amfibis i aus identificats a Costa Rica. Això va brindar a la població maleku els recursos bàsics necessaris per sobreviure i cobrir les seves necessitat de roba, alimentació, medicina i sostre. Les parts baixes dels rius Pataste, Patastillo i La Muerte van ser el cor de la regió cultural maleku. En l'actualitat, es considera Tonjibe com el bressol d'aquesta cultura.
La posterior colonització i l'avanç agrícola, la desforestació, l'expansió de monocultius comercials, la canalització i el drenatge d'aiguamolls i la usurpació de terres han modificat de forma dramàtica l'ambient cultural i el paisatge natural dels maleku, obligant-los a abandonar els seus mètodes tradicionals de subsistència pel treball assalariat i altres activitats comercials de mercat.
Dels 23 palenques documentats al segle xix, avui solament queden tres.

## Història
Se sap poc de la història del poble maléku abans de l'arribada dels espanyols a Costa Rica al segle xvi. Es troben emparentats amb els indígenes rames de Nicaragua. Al sud del llac de Nicaragua i fins al vessant atlàntic de Costa Rica, i voltades per les Serralades Volcànica Central i de Guanacaste, s'estenen tres bastes planes: les planes dels Guatusos, de San Carlos i de Tortuguero. Se sap que entre els rius San Carlos i Sarapiquí s'estenia el cacicatge dels botos, que probablement incloïa varis dels territoris que actualment ocupen els maleku, situats entre els rius Canella Negra i Pocosol. De totes maneres, és sabut que el nom de botos va ser donat pels espanyols al territori ocupat per aquests indígenes en les actuals planes de Guatuso. També, entre els rius Kutria i Frío i els rius Frío i Zapote, existien altres dues ètnies ameríndies: els tises i els katapes. Igualment, altres pobles d'origen huetar, com els suerres i pococíes, van habitar les zones corresponents a les planes de Tortuguero.
No obstant això, cal assenyalar també que les planes dels guatusos va ser una de les tres regions de Costa Rica que no va aconseguir ser dominada pels espanyols durant la Conquesta del país, al costat de la serralada de Talamanca i certes zones del Pacífic sud costariqueny. L'àrea que es coneix com a cacicatge dels botos, situada al nord de la Vall Central, es va convertir, durant les guerres de conquesta, en zona de refugi per als indígenes huetars provinents del Regne Huetar d'Occident i dels corobisís provinents de Guanacaste, que escapaven al domini espanyol, creuant a través de les serralades Volcànica Central i de Guanacaste, respectivament. És molt probable que els maleku siguin hereus de gran part de les tradicions de tots aquests pobles.
Encara per a finals del període colonial a Costa Rica, les planes dels guatusos van romandre alienes al control hispànic, excepte algunes incursions de frares franciscans en labor missionera. Cap a 1719, al poble maleku se'l coneixia com els «indis guerrers de Riu Frío». En 1750, el frare Francisco Zepeda esmentava l'existència de 500 ranxos d'indis en els rius afluents del San Juan, i en 1778, el pare Tomás López descrivia l'existència d'un grup indígena, probablement pertanyent a l'ètnia rama, compost de guerrers valents, que vivien en la costa del riu Frío. És sabut que López es va internar solament al territori d'aquests aborígens després que el seu grup va ser rebut per una pluja de fletxes i fugí: una tradició oral dels maleku parla d'un capellà que va ser capturat en el riu La Muerte i executat posteriorment.
L'interès per la regió va augmentar després de la independència de Centreamèrica, quan van ingressar, al segle xix, els primers cercadors de cautxú. Entre 1870 i 1910, els nombres dels maleku van ser descendint considerablement, en part per la lluita contra els hulers vinguts de Nicaragua o per malalties infeccioses. Està documentada una batalla en el riu La Muerte en 1868 entre hulers i malekus amb fort impacte per a aquests últims, en la qual va morir el seu cap de guerra, Urojua.

## Cultura

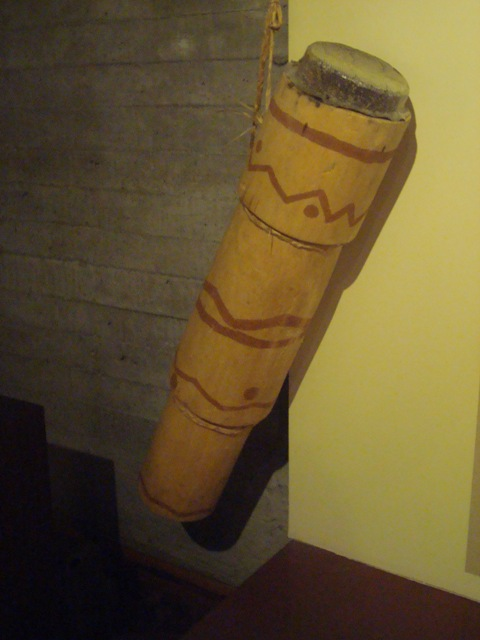
Tambor tradicional maléku (guatuso). Costa Rica.

A més de conservar el seu idioma, els maleku tenen un sistema d'enterraments propi, cants i danses autòctones, formes de preparar els aliments i de criar als nens pròpies, manera de portar la càrrega, ús del tambor, de l'arc i de les fletxes, així com l'ocupació d'hamaques i borses fetes de teixits de fibres vegetals. També conserven el seu propi sistema de cultiu de plantes medicinals.

### Religió
Les seves creences religioses es basen en tabús alimentosos i cerimònies especials que inclouen la beguda de chicha, danses i cants. Dues danses tradicionals són el napuratengeo i la nakikonarajari, on homes i dones, presos de les mans, ballen al so de flautes, tambors, maraques i càntics, amb un cantant principal que porta la tonada i la resta pronuncia una tornada.
La seva religió compta amb molts déus, anomenats Tócu maráma, que estan relacionats amb la gran quantitat de rius que solquen el seu territori. Els principals déus eren Nharíne Cha Cónhe, Aóre Cha Cónhe i Jáfara. La seva mitologia també incloïa dimonis (maíca maráma), sent els més importants *rónhcafa i Jára. La conca del riu Fred (Ucúrinh en maleku iháica) ha estat fonamental en la supervivència i en el desenvolupament cultural d'aquest poble. Les parts altes dels rius Fred, Cérvol, Panerola, La Muerte, Pataste, Buenavista i Samen són considerades sagrades. L'aigua té un important significat religiós en les seves creences.

## Situació actual

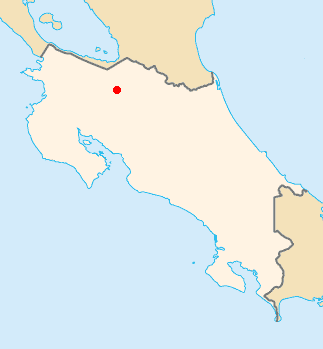
Localització de la reserva a Costa Rica.

Els maleku són la comunitat indígena més petita de Costa Rica. En l'actualitat, queden solament 3 palenques: Margarita, Tonjibe i El Sol, tots situats en la Reserva Indígena Guatuso a 6 km de San Rafael de Guatuso. Entre la seva problemàtica actual, es pot enumerar:
- La tinença de terres: de les 2.993 hectàrees de la reserva, la tinença real és de 606 hectàrees.
- Problemes de vies d'accés a les seves comunitats.
- Reparació de ponts.
- Deterioració del medi ambient.
- Falta de centres de salut propers.
- L'absència de fonts d'ocupació.

El maleku utilitza la major part dels diners que guanya per tornar a comprar la terra que consideren seva, ja que la seva reserva és en realitat més petita que el que es mostra en els mapes. Els camps dels voltants han estat ocupats per colons que han eliminat el bosc maleku per criar bestiar.